# Antonio Gracia Caselles
Antonio Gracia Caselles (n. Bigastro, Alicante; 1946) es un poeta, narrador y ensayista español.
Su nombre alcanzó gran proyección pública al retirársele el Premio Loewe de 2004 por haber recibido con el mismo poemario (Devastaciónes, sueños) otro premio anterior de poesía, el XII Premio José de Espronceda de Almendralejo, algo que no permitían las bases del Loewe.

## Premios
- Fundación Fernando Rielo por La epopeya interior, Fundación Rielo, 2002.
- El José Hierro por El himno en la elegía, Algaida, 2002.
- El premio Paul Beckett de la Fundación Valparaíso con Una elevada senda, Ediciones Vitrubio, 2004.
- XII Premio de poesía José de Espronceda por Devastaciones, sueños.
- Premio de la crítica valenciana 2008.